# Camminate
Camminate je naziv prvoga studijskog albuma kvinteta Simply Brass, koji je 20. svibnja 2010. objavila diskografska kuća Cantus Records. Album je u cijelosti posvećen djelima hrvatskih skladatelja.

## Skladbe
| 1.    | »Četiri plesa: 1. Allegro«           | Tomislav Uhlik     | 1:17 |
| 2.    | »Četiri plesa: 2. Allegro moderato«  | Tomislav Uhlik     | 1:17 |
| 3.    | »Četiri plesa: 3. Lento«             | Tomislav Uhlik     | 1:44 |
| 4.    | »Četiri plesa: 4. Allegro«           | Tomislav Uhlik     | 1:32 |
| 5.    | »U Arboretumu: 1. Preludij«          | Miljenko Prohaska  | 1:22 |
| 6.    | »U Arboretumu: 2. Fanfare«           | Miljenko Prohaska  | 0:53 |
| 7.    | »U Arboretumu: 3. Bluesy«            | Miljenko Prohaska  | 1:58 |
| 8.    | »U Arboretumu: 4. Allegro arboretto« | Miljenko Prohaska  | 1:21 |
| 9.    | »Csárdás«                            | Ivo Josipović      | 8:23 |
| 10.   | »Dies irae«                          | Berislav Šipuš     | 8:44 |
| 11.   | »Dvije rijeke: 1. Drava«             | Dalibor Grubačević | 2:59 |
| 12.   | »Dvije rijeke: 2. Mura«              | Dalibor Grubačević | 3:17 |
| 13.   | »Camminate«                          | Marko Ruždjak      | 7:22 |
| 14.   | »Mjesečeva tuga«                     | Damir Butigan      | 6:01 |
| 45:50 |                                      |                    |      |

## Vanjske poveznice
- Discogs.com – Camminate
- YouTube: Simply Brass Quintet